# Csizik Balázs
Csizik Balázs (Székesfehérvár, 1987. december 2. –)

## Élete
Vizuális kommunikáció területén szerezte mesterdiplomáját a Budapesti Műszaki Egyetem  Gazdaság- és Társadalomtudományi Karán, melynek során a kortárs magyar absztrakt fotográfia helyzetével foglalkozott. Jelenleg a Budapesti Műszaki Egyetem  Kommunikáció- és Médiatudomány képzésén vizuális kommunikációt, illetve kommunikációtechnológiát tanít.
2018 szeptembere óta a sanghaji székhelyű BROWNIE Contemporary Art Photo Gallery képviselt művésze.
2019 július óta, a budapesti Molnár Ani Galéria képviselt művésze.
2019-ben a Capa Kortárs Fotográfiai Központ, Budapest Fotográfiai Ösztöndíj elismerésében részesült.
Tagja a Székesfehérvári Művészek Társaság ának, a Magyar Fotóművészek Szövetség ének, valamint a Fiatal Fotóművészek Stúdiójá nak.

## Művészete
„Fotó alapú munkáiban egyszerre reflektál az absztrakt fotográfia képiségére, a modern építészet formavilágára, valamint a konstruktív festészeti hagyományokra. Sorozatainak közös vonása a redukció, a minimalizmus, amely egyszerre jelenik meg a színekben, a kompozícióban és a megjelenített látványban egyaránt. Ez a fajta reduktivitás némi ridegséget, távolságtartást, rezignáltságot is magában hordoz, ami összhangban van a megjelenített urbánus látvány elidegenedett formavilágával. Az ember által létrehozott mesterséges világ és a természet találkozásában létrejövő feszültség végigkíséri a műveket.”
(“Paradise City” - Artcapital 2019, Ferenczy Múzeumi  Központ, Schneller János)
Csizik Balázs azokat az elemeket és anyagokat használja fel természetes környezetbe helyezett „modelljeiben”, amelyek az urbánus létezés alapelemei. A geometrikus absztrakció, az egyidejűleg valós élettérként szolgáló és a múltat, a letűnt ideológiát őrző épületek képesek arra, hogy a modernizmus legalapvetőbb problémáját, a művészet társadalmi vonatkozását és utópikus képzeteit kifejezze és emlékeztessen rájuk. Csizik a kultúra szövetét érintő vizsgálódásai során ráadásul a posztmodern ember és látvány elidegenítettségét helyezi előtérbe, mely elidegenítettség a romantikus emberkép sajátja is volt és amelyet Caspar David Friedrich a tájjal való találkozással egyesített (majd Mart Rothko is továbbgondolt). Csizik Synesthesia című sorozatának egyes darabjain a magányos emberi figura – Caspar David Friedrich Rückenfigurjához hasonlóan – az önszemlélés helyzeteit teremti meg, a tájhoz (környezethez) való viszony kérdésességére hívja fel a figyelmet. Az ember egyébként üres urbánus környezetben megjelenő alakja vagy az embert nélkülöző épületek módosított formái szituációt teremtenek a mindenkori néző számára.
(“GEOTAXIS” - Molnár Ani Galéria, Boros Lili)

## Fontosabb csoportos kiállítások
2020 - B32 Galéria, Elzárt Valóságok, Budapest (HU)
2020 - ArtBrussels, Online kiállítás, Molnár Ani Galéria, Brüsszel (B)
2020 - Hybridart Space, Fresh Meat, a Budapest Fotófesztivál kiemelt kiállítása, Budapest (HU)
2020 - Valid World Hall, Bauhaus Contemporary, Barcelona (ESP)
2019 - Római Magyar Akadémia, Róma (ITA)
2019 - MAMŰ, SETUP, Budapest (HU)
2019 - Art Market Budapest 2019, Molnár Ani Galéria, Magyar Műhely Galéria Budapest (HU)
2019 - Paksi Képtár, “BAUHAUS Contemporary”, Paks (HU)
2019 - MODEM, “PANEL”, Debrecen (HU)
2019 - Trans Duna Salon, Die Labile Botschaft, Bécs (A)
2019 - Munkácsy Mihály Múzeum, “BAUHAUS Contemporary”, Békéscsaba, (HU)
2019 - Magyar Műhely Galéria, “SPOT”, Budapest, (HU)
2019 - Frame Art Fair, Bázel - június 8-18., Bauhaus Contemporary, Bázel (CH)
2019 - ArtCapital, Ferenczy Múzeum, Ámos Imre & Anna Margit Múzeum, “Paradise City Archiválva 2019. október 13-i dátummal a Wayback Machine-ben” (HU)
2019 - Mundi, Spaziotiempo művészeti egyetem vendégeként kiemelt művész, Bari (ITA)
2019 - Művészetek Palotája, Bauhaus Contemporary, Budapest (HU)
2019 - Das Rund, Bécs (A)
2019 - Design Shanghai, BROWNIE, Sanghaj (CN)
2018 - Photo Fairs Shanghai, Sanghaj, BROWNIE (CN)
2018 - BROWNIE Contemporary Art Photography Gallery, Sanghaj (CN)
2017 - Robert Capa Kortárs Fotográfiai Központ – Fotóutca Fesztivál, Budapest (HU)

## Fontosabb egyéni kiállítások
2020 - Molnár Ani Galéria, Geotaxis, kiállítás Bernáth Dániel képzőművésszel, Budapest (HU)
2020 - Hegyvidék Galéria, kiállítás Szabó Kristóf képzőművésszel, Budapest (HU)
2019 - Deák Gyűjtemény – Pelikán Galéria, “Urban Relations”, Székesfehérvár (HU)
2018 - EDGE,  kiállítás Robitz Anikó fotóművésszel, Budapest (HU)
2018 - Art Market Budapest, Budapest, BROWNIE, egyéni (HU)

## Kiemelt megjelenések
Print
Újművészet Magazine: Superurbanism, Géza Kulcsár, 2020 (HUN)
CONTAINER: Maria ANTÓN SANZ, “Synesthesia”, 2019 (MEX)
Eastern Blocks: Concrete Landscapes of the Former Eastern Bloc (co-author with ZUPAGRAFIKA), 2019 (PL)
OCTOGON Magazine: József MARTINKÓ, “Éteri beton”, 2018 (HU)
Mozgó Világ Magazine: László GÁRDONYI, “A modernista örökség, 2018 (HU)
Online
- Fubiz (FR)
- Ignant (USA)
- The Calvert Journal (GB)
- The Guardian (GB)
- Paperjournalmag (GB)
- Arquitectura y diseno Archiválva 2019. október 13-i dátummal a Wayback Machine-ben (SP)
- Journal du design (FR)
- Aint-Bad Magazine (USA)
- Photogrist (FRA)
- Mindsparkle Mag (USA)
- Fisheye
- Építészfórum